# Дериземля Андрій Васильович
Андрі́й Васи́льович Дериземля́ (нар. 18 серпня 1977, селище Жовтневе, Сумська область) — один із найуспішніших сучасних українських біатлоністів, призер Чемпіонату світу з біатлону 2007 року (Антгольц-Антерсельва, Італія).

## Кар'єра
Андрій Дериземля почав займатися біатлоном в 11-річному віці (від 1989 року).
Із 15 років (1994) особистим тренером Андрія Дериземлі є Микола Зоц, який тренує спортсмена дотепер.
У сезоні 1996/1997 років дебютував на змаганнях Кубку світу з біатлону, не показавши високих результатів.
Вже наступного (1998) року в складі Збірної України з біатлону взяв участь у Зимових Олімпійських іграх 1998 року (Наґано, Японія) і виступив у естафетних змаганнях.
У наступному 1998/1999 рр. сезоні Дериземля вперше здобув місце на подіумі змагань у рамках Кубку світу з біатлону, завоювавши бронзову медаль у спринтерській гонці на етапі в Холменколені.
До XIX Зимової Олімпіади (Солт-Лейк-Сіті, США, 2002) Андрій Дериземля вже став лідером української національної біатлонної дружини, проте на турнірі виступив невдало.
У сезоні 2002/2003 спортсмен здобув свою першу особисту перемогу на етапах Кубку світу.
2007 року Андрій Дериземля дещо несподівано виборов бронзову медаль Чемпіонату світу з біатлону 2007 року, а за підсумками сезону вперше увійшов до чільної тридцятки найкращих біатлоністів планети.
Відтоді спортсмен по праву є визнаним лідером своєї збірної та одним із 30 найкращих біатлоністів світу (за результатами Кубкових змагань сезонів). Однак виступи Андрія не відзначаються стабільністю — гарні результати подеколи змінюються провальними, хоча спортсмен постійно відзначається поодинокими високими позиціями впродовж сезону. Так у сезоні 2008/2009 Андрій Дериземля був по разу 1-м (масстарт) і 2-м (гонка переслідування), а також 4 рази показав треті результати у спринті. Власне спринт і є найулюбленішою біатлонною дисципліною Дериземлі, хоча спортсмен здатний показати високі результати і в решті видів програми.
Андрій Дериземля — учасник Національної збірної України на Зимових Олімпійських іграх 2010 (м. Ванкувер, Канада). 14 лютого 2010 року спортсмен у стартовій гонці чоловічого біатлонного спринту (10 км) показав високий 5-й результат (на тоді найвищий результат серед українських спортсменів на XXI Зимовій Олімпіаді).
У 2000-х декілька разів ставав призером Чемпіонатів Європи з біатлону, як в особистих, так і командних змаганнях.
Спортсмен є також відомим літнім біатлоністом, зокрема він — чемпіон світу з літнього біатлону 2003 року (Монако).

## Освіта, особисте життя, хобі
Андрій Васильович має вищу освіту — диплом Національної академії внутрішніх справ України. Має фах спортивного інструктора.
Одружений, виховує дочку Тетяну та сина Ярослава.
Хобі — музика та читання.

## Політична діяльність
Депутат Чернігівської міської ради 7 скликання, член фракції партії «Блок Петра Порошенка «Солідарність»».
Зараз працює начальником  Управління у справах сім'ї, молоді та спорту Чернігівської міської ради

## Статистика
У таблиці наведено статистику виступів біатлоніста в Кубку світу.
- Місця 1–3: кількість подіумів
- Чільна 10: кількість фінішів у першій десятці
- В очках: кількість виступів, на яких біатлоніст здобував очки
- Старти: кількість стартів
- Естафета: включно зі змішаною

| Місця                              | Індивід. | Спринт | Персьют | Мас-старт | Естафета | Разом |
| ---------------------------------- | -------- | ------ | ------- | --------- | -------- | ----- |
| 1                                  |          |        |         | 1         |          | 1     |
| 2                                  |          |        | 1       |           |          | 1     |
| 3                                  |          | 5      |         |           |          | 5     |
| Чільна 10                          | 3        | 10     | 4       | 7         | 5        | 29    |
| В очках                            | 14       | 40     | 27      | 22        | 6        | 109   |
| Стартів                            | 37       | 108    | 51      | 23        | 6        | 225   |
| Станом на: кінець сезону 2010/2011 |          |        |         |           |          |       |